# Leucobryum martianum
Leucobryum martianum là một loài Rêu trong họ Dicranaceae. Loài này được (Hornsch.) Hampe ex Müll. Hal. mô tả khoa học đầu tiên năm 1843.